# 仲莎乡
仲莎乡，是中华人民共和国西藏自治区林芝市工布江达县下辖的一个乡镇级行政单位。

## 行政区划
仲莎乡下辖以下地区：
林则村、那岗村、仲莎村、麦巴村、翁布朗村、巴朗村和结牧村。